# Ólafur Guðmundsson
Ólafur Andrés Guðmundsson (* 13. Mai 1990 in Hafnarfjörður) ist ein isländischer Handballspieler.
Der 1,92 Meter große und 89 Kilogramm schwere linke Rückraumspieler wechselte im Sommer 2010 vom isländischen Verein FH Hafnarfjörður zum dänischen Verein AG København. Ein Jahr später wurde er an Nordsjælland Håndbold ausgeliehen. Im Sommer 2012 unterschrieb er einen Vertrag beim schwedischen Erstligisten IFK Kristianstad. Zur Saison 2014/15 schloss er sich dem deutschen Bundesligisten TSV Hannover-Burgdorf an. Im November 2015 kehrte Ólafur Guðmundsson zum IFK Kristianstad zurück. Mit Kristianstad gewann er 2016, 2017 und 2018 die schwedische Meisterschaft. Im Sommer 2021 schloss er sich dem französischen Erstligisten Montpellier HB an. In der Saison 2022/23 stand er beim Schweizer Erstligisten GC Amicitia Zürich unter Vertrag. Anschließend schloss er sich dem schwedischen Erstligaaufsteiger HF Karlskrona an.
Ólafur Guðmundsson spielte 137-mal für die isländische Nationalmannschaft, wobei er 269 Treffer erzielte. Mit der isländischen Juniorenauswahl nahm er an der XVII. Junioren-Weltmeisterschaft teil.

## Bundesligabilanz
| Saison    | Verein                | Spielklasse | Spiele | Tore | 7-Meter | Feldtore |
| --------- | --------------------- | ----------- | ------ | ---- | ------- | -------- |
| 2014/15   | TSV Hannover-Burgdorf | Bundesliga  | 21     | 18   | 0       | 18       |
| 2015/16   | TSV Hannover-Burgdorf | Bundesliga  | 10     | 04   | 0       | 04       |
| 2014–2015 | gesamt                | Bundesliga  | 31     | 22   | 0       | 22       |